# Murena (sommergibile)
Il Murena è stato un sommergibile della Regia Marina, appartenente alla classe Tritone, varato nel 1943 e affondato il 4 settembre 1944.

## Storia
Nel corso della costruzione fu presa la decisione di adattarlo al trasporto di mezzi d'assalto, con l'applicazione di quattro contenitori cilindrici per SLC o barchini MTR (tali contenitori erano collocati ai lati del ponte, due all'altezza della torretta e due leggermente a proravia di essa): il Murena fu varato con i contenitori già ai loro posti. 
A settembre era pressoché pronto per la sua prima missione come mezzo avvicinatore: al comando del capitano di corvetta Luigi Longanesi Cattani, a inizio ottobre 1943 (entro il 2 del mese) avrebbe portato quattro barchini MTR ad attaccare Gibilterra. 
L'8 settembre Longanesi Cattani si trovava in mare con il Murena per un ulteriore giro di collaudo e quando rientrò trovò la base in stato di allarme.
Superate le iniziali perplessità, e tentato inutilmente di contattare i comandi, diede ordine di rifornire il Murena e di prepararsi a prendere il mare. Ma giunse l'ordine dall'ammiraglio Maraghini di autoaffondarsi erroneamente convinto che così come gli altri sommergibili della Classe Tritone Grongo e lo Sparide non fosse in grado di prendere il mare. Con l'aiuto di Borghese ottenne l'annullamento dell'ordine
(Luigi Longanesi Cattani)
Il direttore di macchina del Murena, capitano del Genio Navale Pier Marietti, scomparve con il sommergibile mentre dirigeva le manovre di autoaffondamento.
In seguito, recuperato dai tedeschi, il Murena ricevette la nuova denominazione di U. IT. 6 e fu trasferito da La Spezia a Genova per le riparazioni, ma il 4 settembre 1944, nel corso di un violento bombardamento aereo statunitense su Genova, fu colpito e affondato, così come i gemelli Sparide e Grongo.
Il relitto, recuperato nel 1947, fu avviato alla demolizione.